# Aloisius von Gonzaga

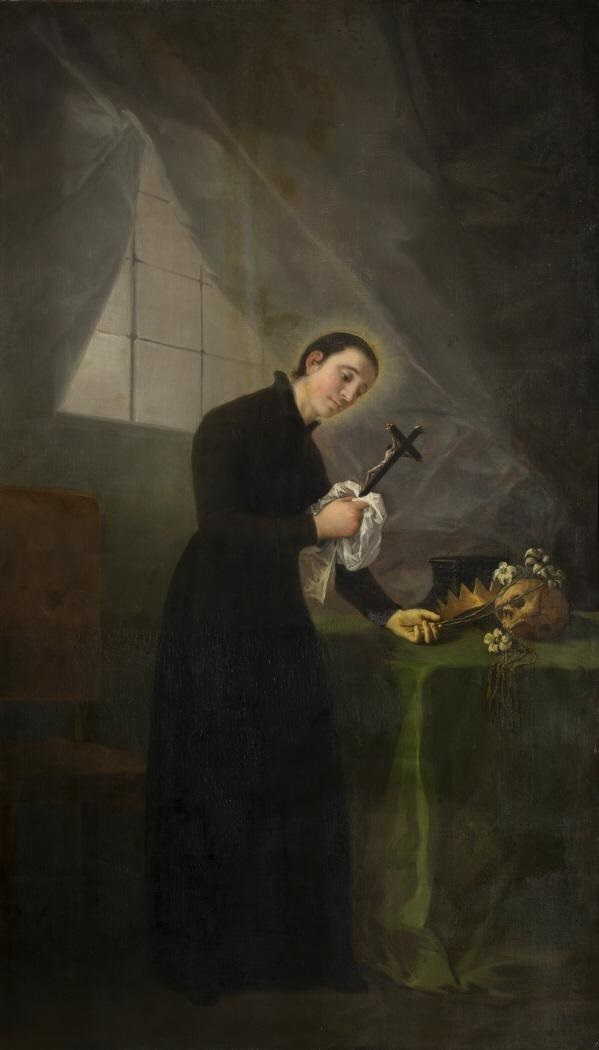
Aloysius Gonzaga von Goya

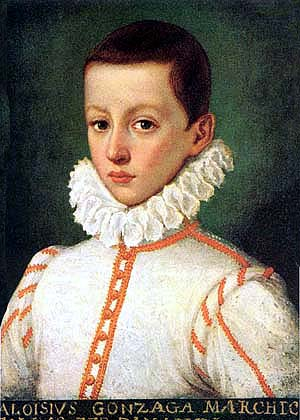
Aloisius als Jugendlicher

Aloisius von Gonzaga, auch Aloysius von Gonzaga SJ (* 9. März 1568 in Castiglione delle Stiviere als Luigi Gonzaga; † 21. Juni 1591 in Rom) war ein italienischer Jesuit und gehört zu den in jungen Jahren gestorbenen Heiligen.

## Leben
Luigi Gonzaga wurde als ältester und damit erbberechtigter Sohn des Ferdinand Gonzaga, des Markgrafen von Castiglione, und der Marta Tana di Santena geboren. Sein Urgroßvater war Rodolfo Gonzaga († 1495), Herr von Castiglione und Solferino, ein nachgeborener Sohn von Luigi III. Gonzaga und dessen Gattin Barbara von Brandenburg.
Er fiel schon als Kind durch seine intensive, von der Mutter beeinflusste Frömmigkeit auf. Mit zehn Jahren wurde er am Hofe der Medici in Brescia als Page eingesetzt. Anschließend war er am Hofe von König Philipp II. von Spanien in Madrid tätig.
Starken Eindruck scheint der verwandte Kardinal von Mailand, Karl Borromäus, auf den jungen Mann gemacht zu haben. Karl Borromäus war es auch, der den zwölfjährigen Luigi auf die erste Heilige Kommunion vorbereitete und sie ihm spendete. Im Jahre 1585 verzichtete Luigi zugunsten seines Bruders Rudolf (siehe Stammliste der Gonzaga) auf das väterliche Erbe, die Markgrafschaft Castiglione.
Nach der Einwilligung seines Vaters, auf die er geduldig hatte warten müssen, trat er 1583 in Madrid in den neu gegründeten Orden der Jesuiten ein. 1585 begann er sein Noviziat in Rom, wo er auch anschließend für seine theologischen Studien blieb. Die Pflege Kranker lag ihm am Herzen. Er setzte sich dafür ein, dass auch Armen ein würdiges Begräbnis zuteilwerde.
Seine intensive Sorge um Kranke führte zu seinem frühen Tode. Als in Rom eine Pestepidemie wütete, infizierte sich Aloisius und starb mit 23 Jahren.
Er wurde in der Auferstehungskirche in Rom bestattet. Bald nach seinem Tod wurde er als Heiliger betrachtet, und seine sterblichen Überreste wurden in die Kirche Sant’Ignazio di Loyola in Campo Marzio in Rom überführt, wo sie nun in einer Urne aus Lapislazuli in der Lanzelotti-Kapelle ruhen. Sein Haupt wurde später in die Aloisius-Basilika in Castiglione delle Stiviere überführt.

## Heiligsprechung

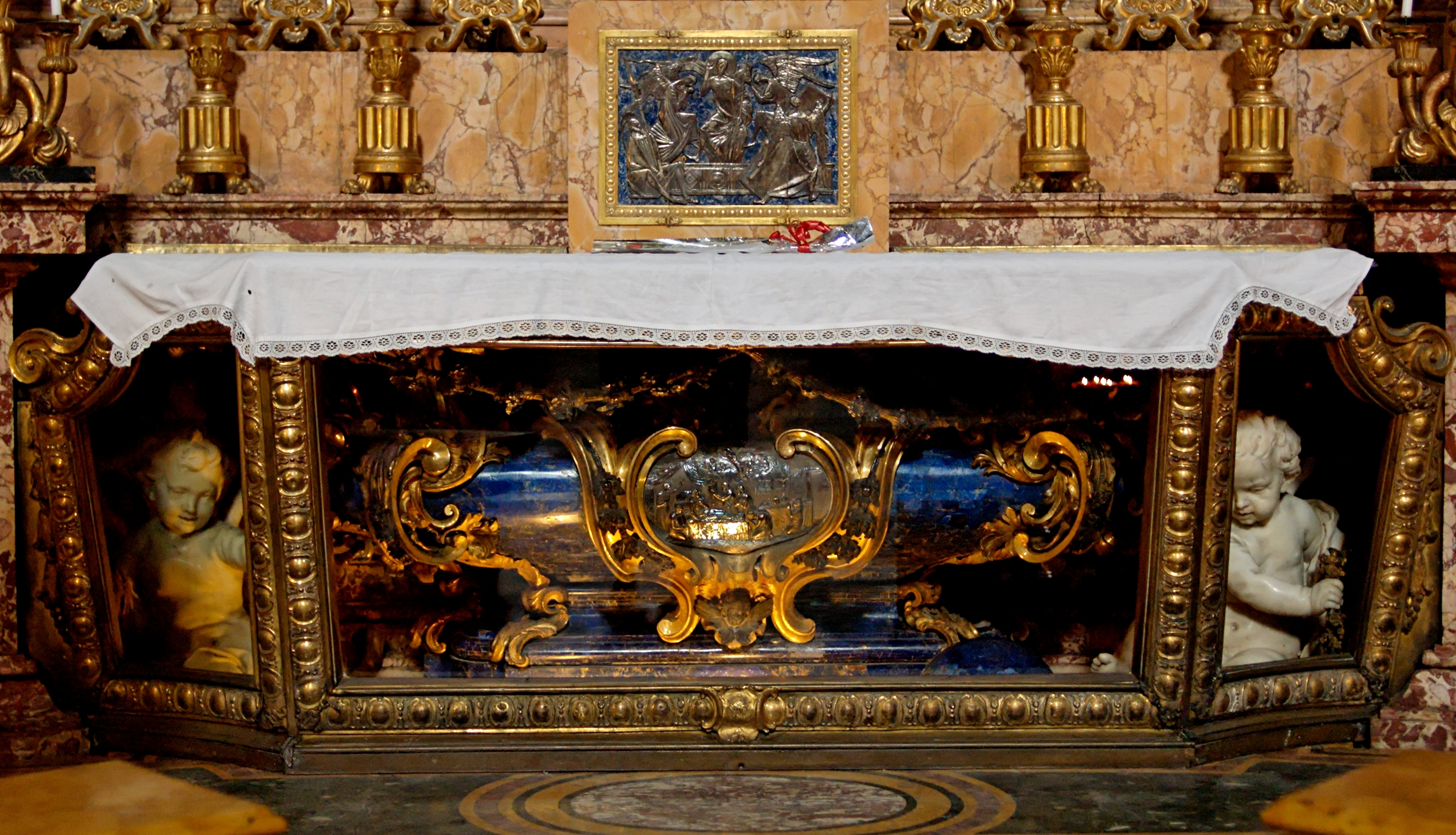
Altar mit den Reliquien des hl. Aloisius in Sant’Ignazio in Rom

Aloisius wurde nur 14 Jahre nach seinem Tod am 19. Oktober 1605 durch Papst Paul V. seliggesprochen. Am 31. Dezember 1726 wurde er zusammen mit einem weiteren Jesuiten-Novizen, Stanislaus Kostka, durch Papst Benedikt XIII. heiliggesprochen. Derselbe Papst erklärte ihn im Jahre 1729 zum Schutzheiligen für junge Studenten. Im Jahre 1926 wurde er von Pius XI. zum Schutzheiligen der christlichen Jugend erklärt. Wegen der Art seines Todes wurde er immer als Schutzheiliger der Pestopfer betrachtet, in jüngerer Zeit auch der an AIDS Erkrankten und ihrer Pfleger. Er wird auch bei Augenleiden und bei sexuellen Versuchungen angerufen. Der hl. Aloisius ist Schutzpatron der Stadt Mantua. Sein Gedenktag ist der 21. Juni.

## Verehrung
Zahlreiche Kirchen (→ Aloysiuskirche) wurden ihm geweiht und auch Schulen wie das Aloisiuskolleg und die Gonzaga University nach ihm benannt. Des Weiteren ist er der Schutzpatron der Aloisiusjugend von 1813 e. V. aus Ahrweiler.
In der Kunst wird er als junger Mann in Soutane und Kollar oder als Page dargestellt. Seine Attribute sind eine Lilie als Symbol der Jungfräulichkeit, Kruzifix und Rosenkranz, der auf seine Verehrung der Jungfrau Maria hinweist, sowie eine abgelegte Krone, die seinen Verzicht auf die Adelsprivilegien andeutet.
Um die Wende zum 20. Jahrhundert traten, aufgrund der damaligen Volksfrömmigkeit, neben dem Bußeifer auch andere seiner Tugenden in den Vordergrund. Besonders wurde dabei die Tugend der Keuschheit hervorgehoben, denn bereits mit zehn Jahren hat Aloisius in der florentinischen Kirche SS. Annunziata ein Gelübde der Jungfräulichkeit abgelegt; nie sei er der Masturbation verfallen. Die Aussage, dass er den Frauen um der Reinheit willen nie ins Gesicht geblickt habe, kann jedoch zu einseitig verstanden werden, denn damals war es im Hofzeremoniell durchaus üblich, Frauen nicht ins Gesicht zu blicken.
In der St.-Josephs-Kirche in Gelsenkirchen-Schalke ist Aloisius auf einem Bildfenster von 1959/60 mit seinen traditionellen Attributen, außerdem aber mit blau-weißen Turnschuhen und einem blau-weißen Fußball dargestellt – unmissverständliche Anspielung auf den FC Schalke 04, seinerzeit zentraler Identifikationsfaktor des Stadtteils und 1958 deutscher Fußballmeister.